# 215 Oenone
Oenone (asteroide 215) é um asteroide da cintura principal com um diâmetro de 35,51 quilómetros, a 2,6717035 UA. Possui uma excentricidade de 0,0344195 e um período orbital de 1 680,96 dias (4,6 anos).
Oenone tem  uma inclinação de 1,69006º.
Este asteroide foi descoberto em 7 de Abril de 1880 por Viktor Knorre.
Este asteroide recebeu este nome em homenagem à ninfa Enone da mitologia grega.